# Ivica Barbarić
Ivica Barbarić (n. 23 februarie 1962, Metković, Republica Socialistă Croația, RSF Iugoslavia) este un fost fotbalist croat.
În cariera sa, Barbarić a evoluat la Velež Mostar, Real Burgos, Racing de Santander, CD Badajoz și UD Almería. Barbarić a debutat la echipa națională a Iugoslaviei în anul 1988.

## Statistici
| Iugoslavia | Iugoslavia | Iugoslavia |
| An         | Meciuri    | Goluri     |
| ---------- | ---------- | ---------- |
| 1988       | 1          | 0          |
| Total      | 1          | 0          |